# فشار دینامیک

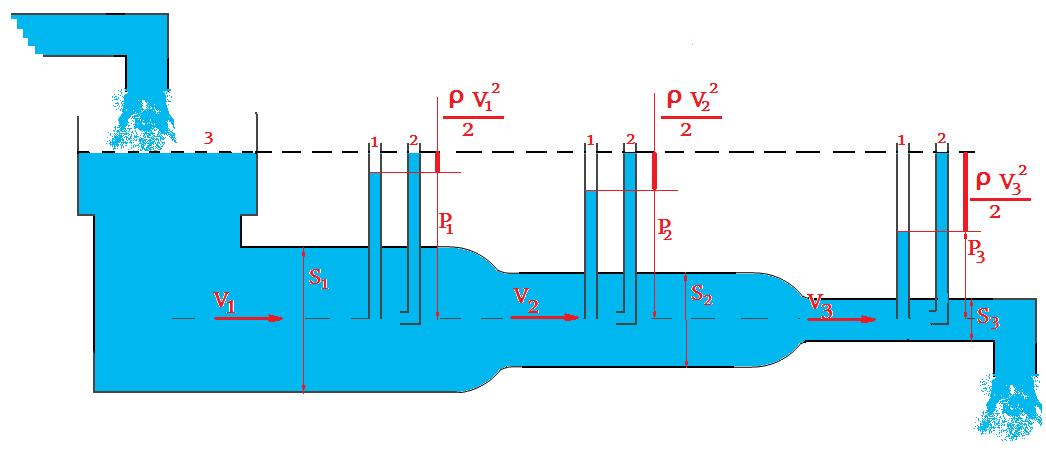
معادله برنولی

در دینامیک سیالات تراکم ناپذیر فشار دینامیکی با {\displaystyle q}، یا Q نشان داده می‌شود و گاهی فشار سرعت(به انگلیسی: velocity pressure) نیز نامیده می‌شود، مقداری است برابر:
{\displaystyle q={\frac {1}{2}}\rho \,u^{2}}
یکاها براساس دستگاه بین‌المللی یکاها SI:
| {\displaystyle q\;}     | فشار دینامیکی بر حسب پاسکال.               |
| {\displaystyle \rho \;} | چگالی سیال بر حسب کیلوگرم بر متر مکعب است. |
| {\displaystyle u\;}     | سرعت سیال بر حسب متر بر ثانیه است.         |
همچنین فشار دینامیک را می‌توان انرژی جنبشی سیال در واحد حجم تعریف کرد.
برای جریان تراکم ناپذیر، فشار دینامیکی یک سیال، تفاوت بین فشار کل و فشار ساکن آن است. و اکنون با توجه به معادله برنولی خواهیم داشت؛{\displaystyle p_{0}-p_{\text{s}}={\frac {1}{2}}\rho \,u^{2}}
که در آن {\displaystyle p_{0}} و {\displaystyle p_{\text{s}}} به ترتیب فشار کل و فشار استاتیک نامیده می‌شوند.

## چَم و مفهوم فیزیکی
فشار دینامیکی، انرژی جنبشی در واحد حجم سیال است. فشار دینامیکی یکی از اصطلاحات معادله برنولی است که می‌توان آن را از پایستگی انرژی برای سیال در حال حرکت به دست آورد.
در یک نقطه ایستایی (راکد)، فشار دینامیکی برابر است با اختلاف فشار سکون و فشار استاتیک، بنابراین فشار دینامیکی در یک میدان جریان را می‌توان در یک نقطه ایستایی اندازه‌گیری کرد.

## سیالات تراکم‌پذیر
بسیاری از نویسندگان فشار دینامیکی را فقط برای سیالات و جریان‌های تراکم‌ناپذیر تعریف کرده‌اند. (برای جریان‌های تراکم‌پذیر، این نویسندگان از مفهوم فشار ضربه استفاده می‌کنند) با این حال، تعریف فشار دینامیکی را می‌توان برای سیالات و جریان‌های تراکم‌پذیر نیز گسترش داد.
اگر سیال مورد نظر را بتوان یک گاز ایده‌آل در نظر گرفت (که عموماً برای هوا در استاندارد دما و فشار یا STP در نظر گرفته می‌شود)، فشار دینامیکی را می‌توان تابعی از فشار سیال و عدد ماخ بیان کرد.
با استفاده از تعریف سرعت صوت {\displaystyle a} و عدد ماخ {\displaystyle M} خواهیم داشت:
{\displaystyle a={\sqrt {\gamma p \over \rho }}}   و   {\displaystyle M={\frac {u}{a}},}
و همچنین براساس {\textstyle q={\frac {1}{2}}\rho \,u^{2}} فشار دینامیکی را می‌توان به صورت زیر بازنویسی کرد:
{\displaystyle q=M^{2}{\frac {1}{2}}\,\gamma \,p\,,}
آنگاه خواهیم داشت؛{| border="0" cellpadding=0
|-
| style="text-align:right;" | {\displaystyle p} || فشار استاتیک گاز بر حسب پاسکال
|-
| style="text-align:right;" | {\displaystyle \rho =mn\;} || چگالی جرمی (به کیلوگرم بر متر مکعب) همیشه حاصلضرب بین چگالی تعداد و جرم مولکولی متوسط گاز است.
|-
| style="text-align:right;" | {\displaystyle M\;} ||عدد ماخ
|-
| style="text-align:right;" | {\displaystyle \gamma \;} || نسبت گرمای ویژه
|-
| style="text-align:right;" | {\displaystyle u\;} || سرعت جریان متر بر ثانیه
|-
| style="text-align:right;" | {\displaystyle a\;} || سرعت صوت با واحد متر بر ثانیه
|}